# Holger Czukay
Holger Czukay, rodným jménem Holger Schüring, (24. března 1938 – 5. září 2017) byl německý baskytarista. V letech 1963 až 1966 studoval hudbu u Karlheinze Stockhausena. Roku 1968 začal vyučoval na střední škole ve Švýcarsku. Svou hudební kariéru zahájil roku 1968, kdy založil kapelu Can. Tu opustil v roce 1977, dva roky před jejím rozpadem. Později byla obnovena a Czukay s ní opět spolupracoval. Koncem sedmdesátých let se začal věnovat sólové kariéře a spolupráci s jinými hudebníky. Například v roce 1982 vydal kolaborativní album Full Circle spolu s Jahem Wobblem a Jakim Liebezeitem. Roku 1983 vydal spolu s Wobblem a kytaristou The Edgem nahrávku Snake Charmer. Během své kariéry spolupracoval s mnoha dalšími hudebníky, mezi něž patří například David Sylvian, Brian Eno a Dr. Walker. V září 2017 byl ve svém bytě nalezen mrtvý, bylo mu 79 let. Nedlouho předtím, v červenci toho roku, zemřela jeho manželka Ursula.